# Schneefräse

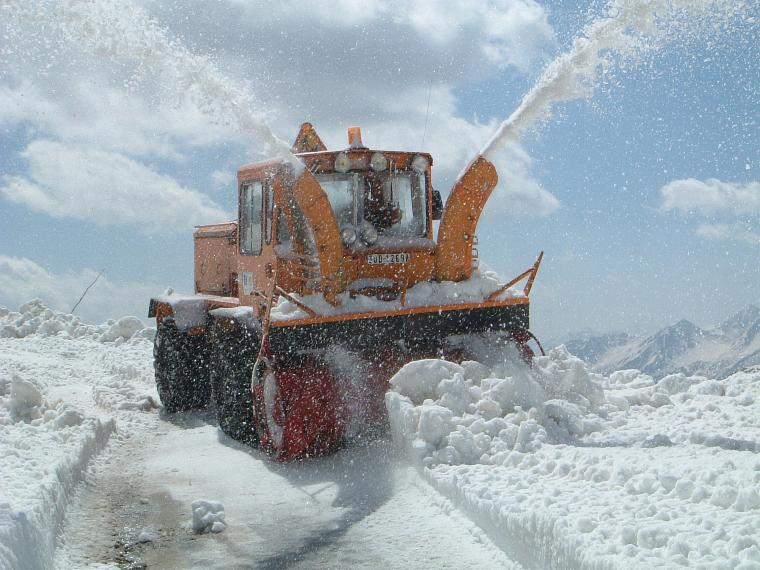
Schneefräse im Einsatz auf dem Col du Galibier

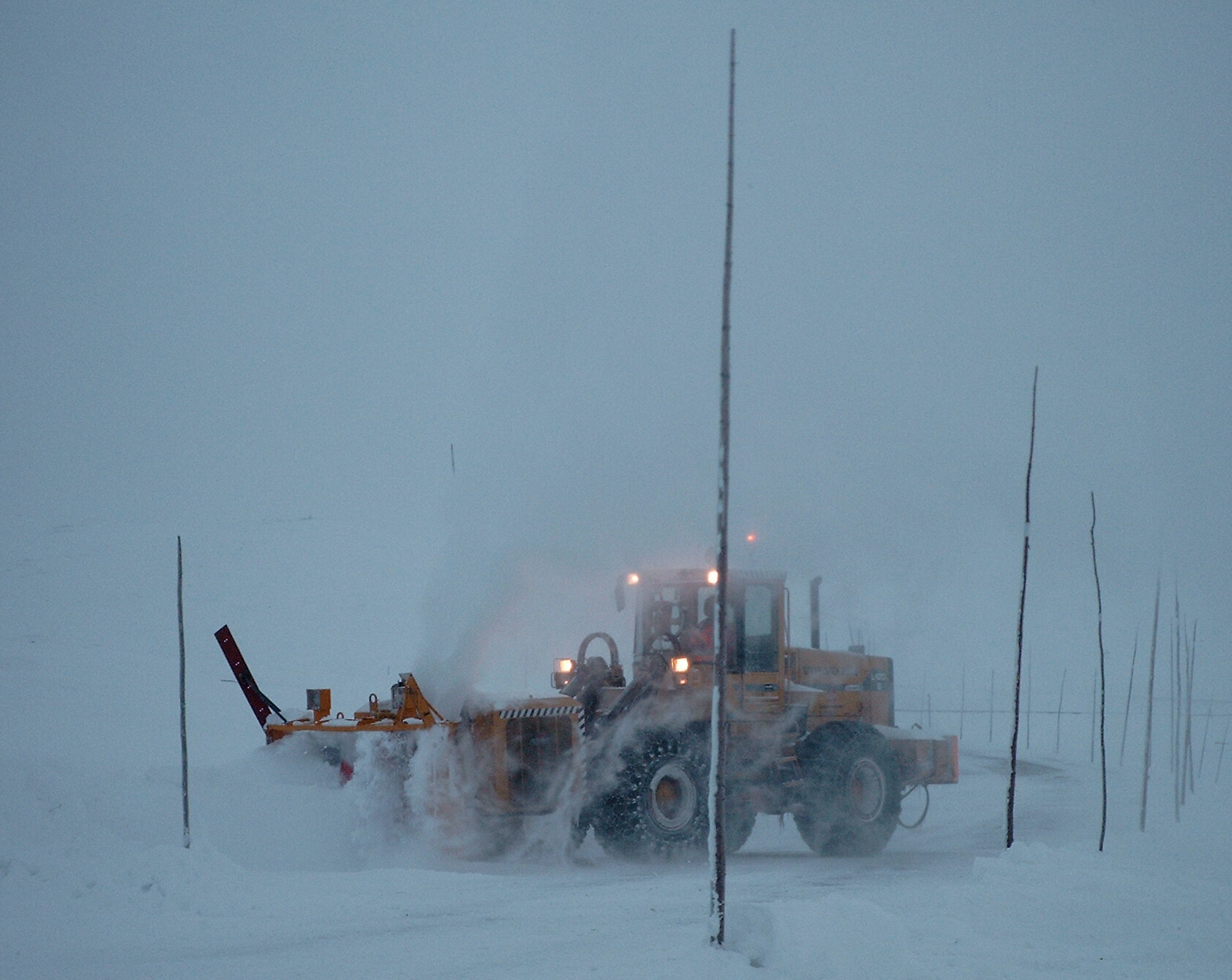
Schneefräse als Anbaugerät an Volvo-Radlader im Einsatz in Norwegen

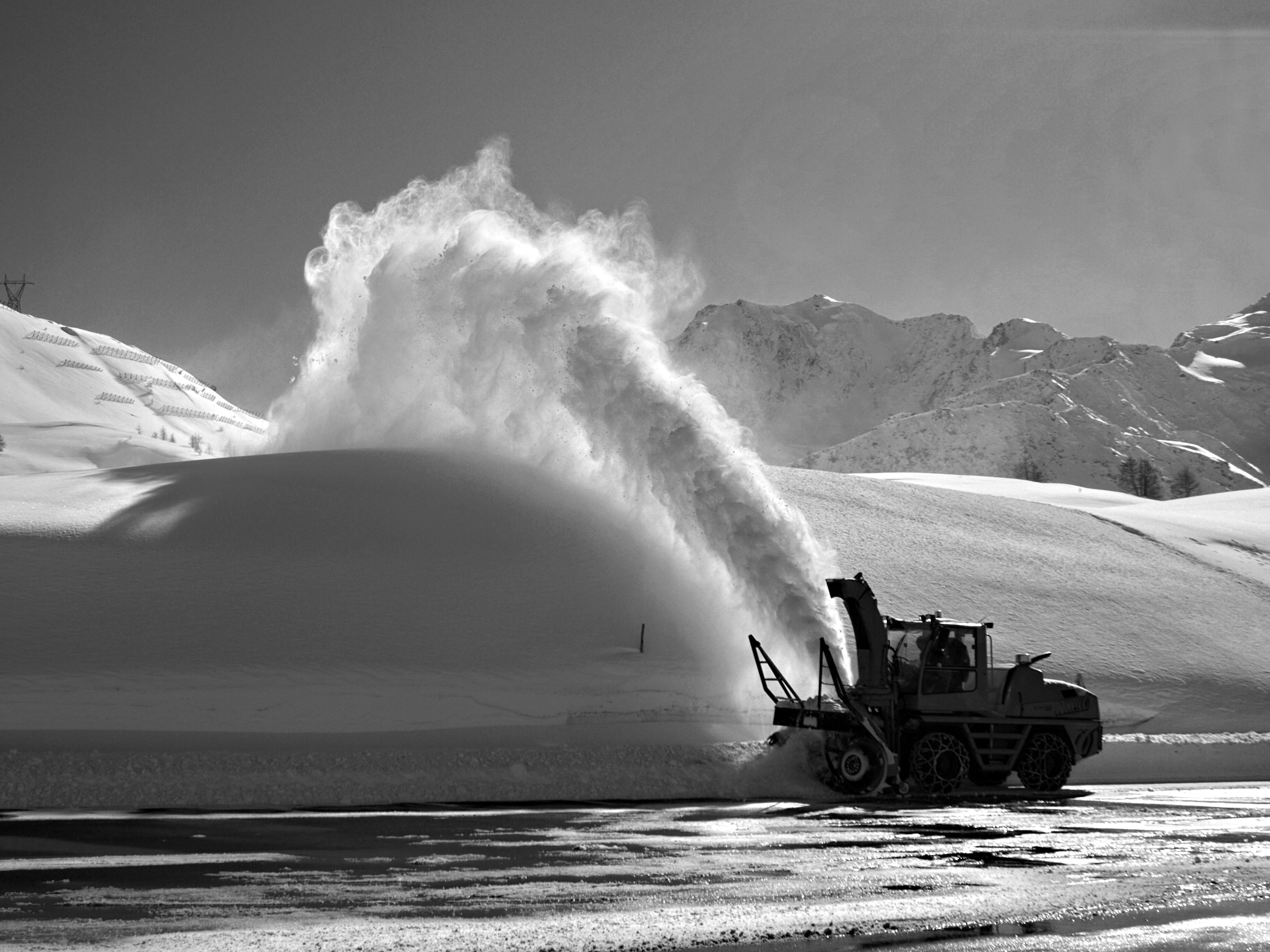
Schneefräse auf dem Simplonpass

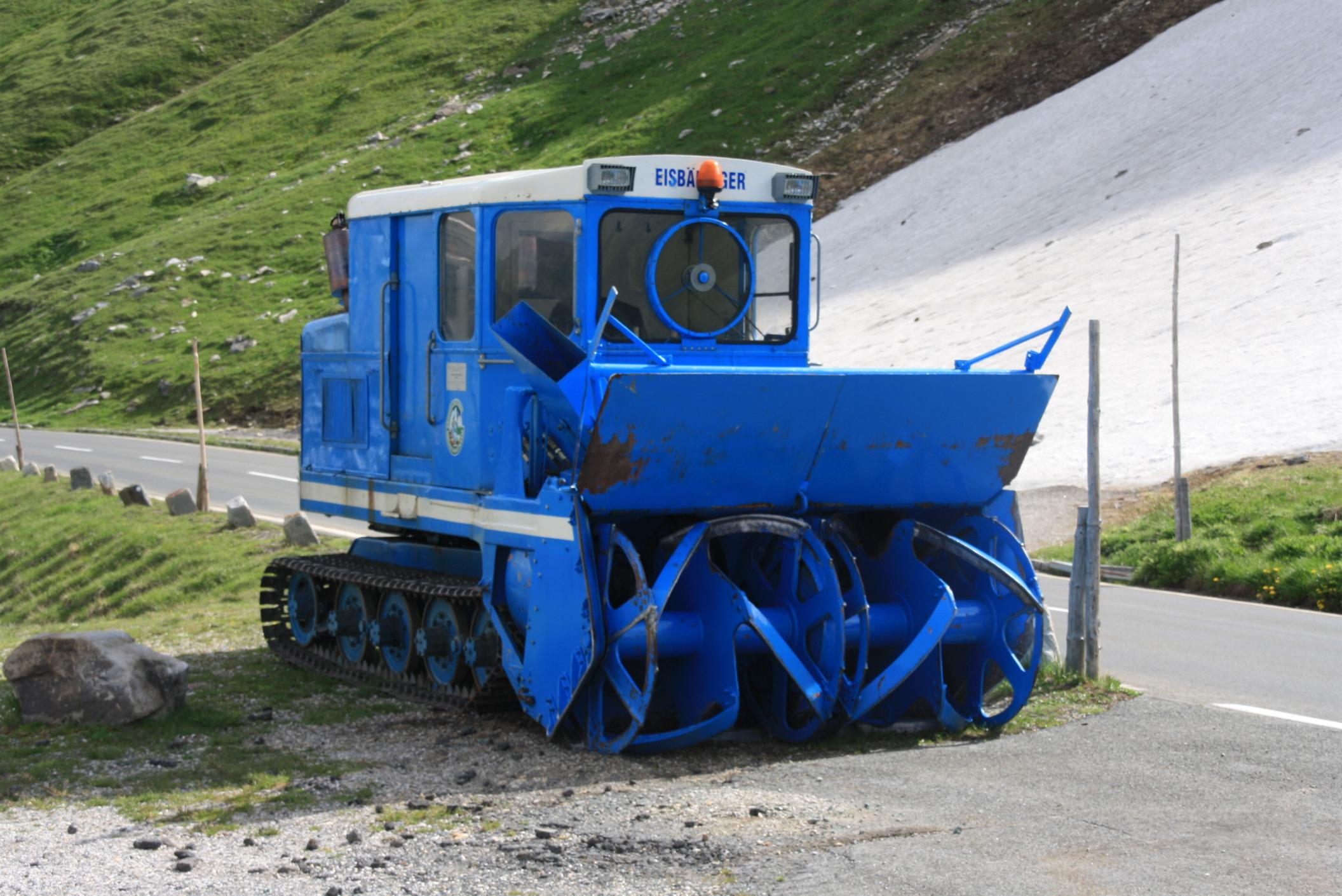
Grossglockner-Schneefräse, „System Wallack“

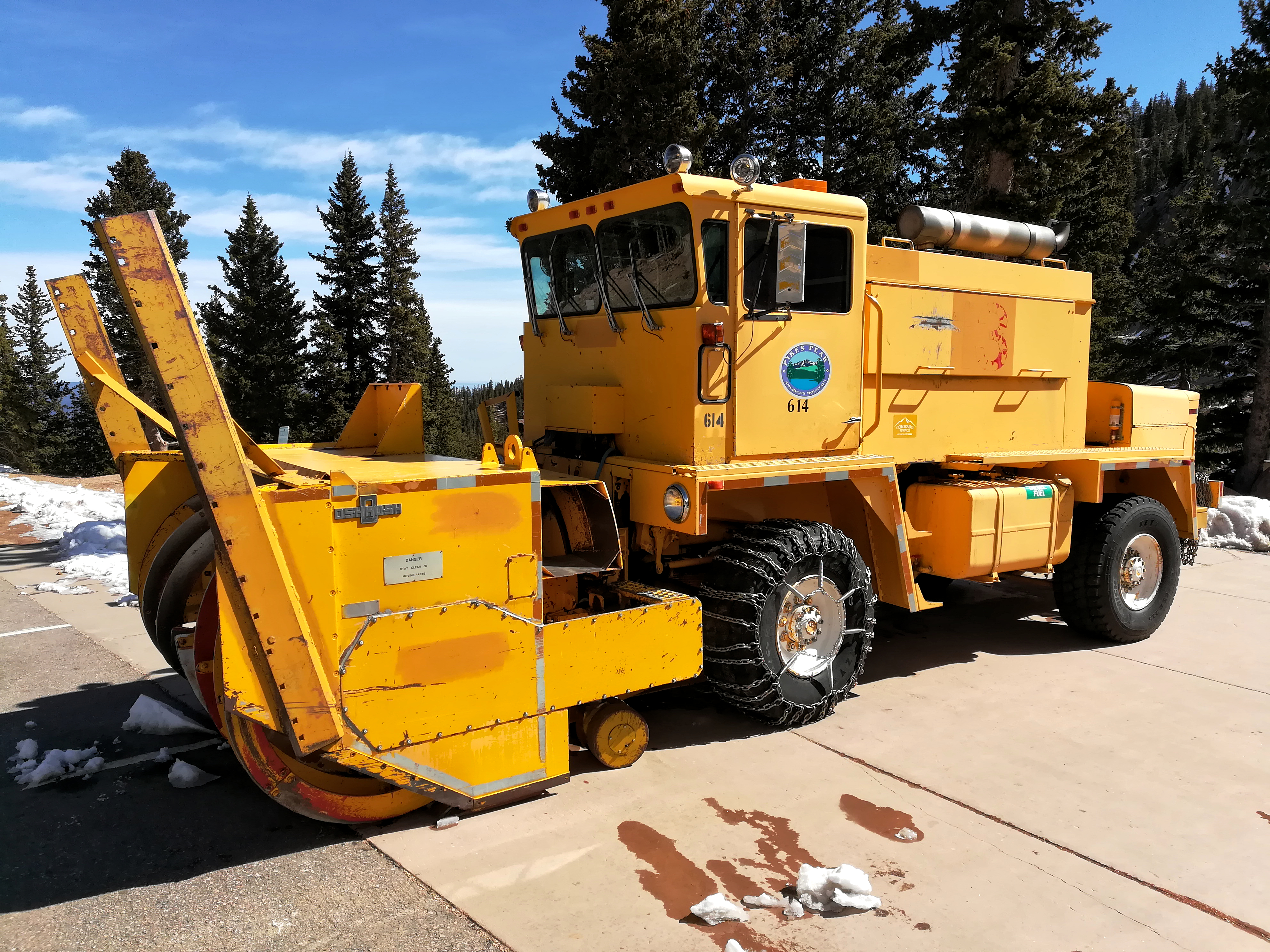
Schneefräse am Pikes-Peak-Highway

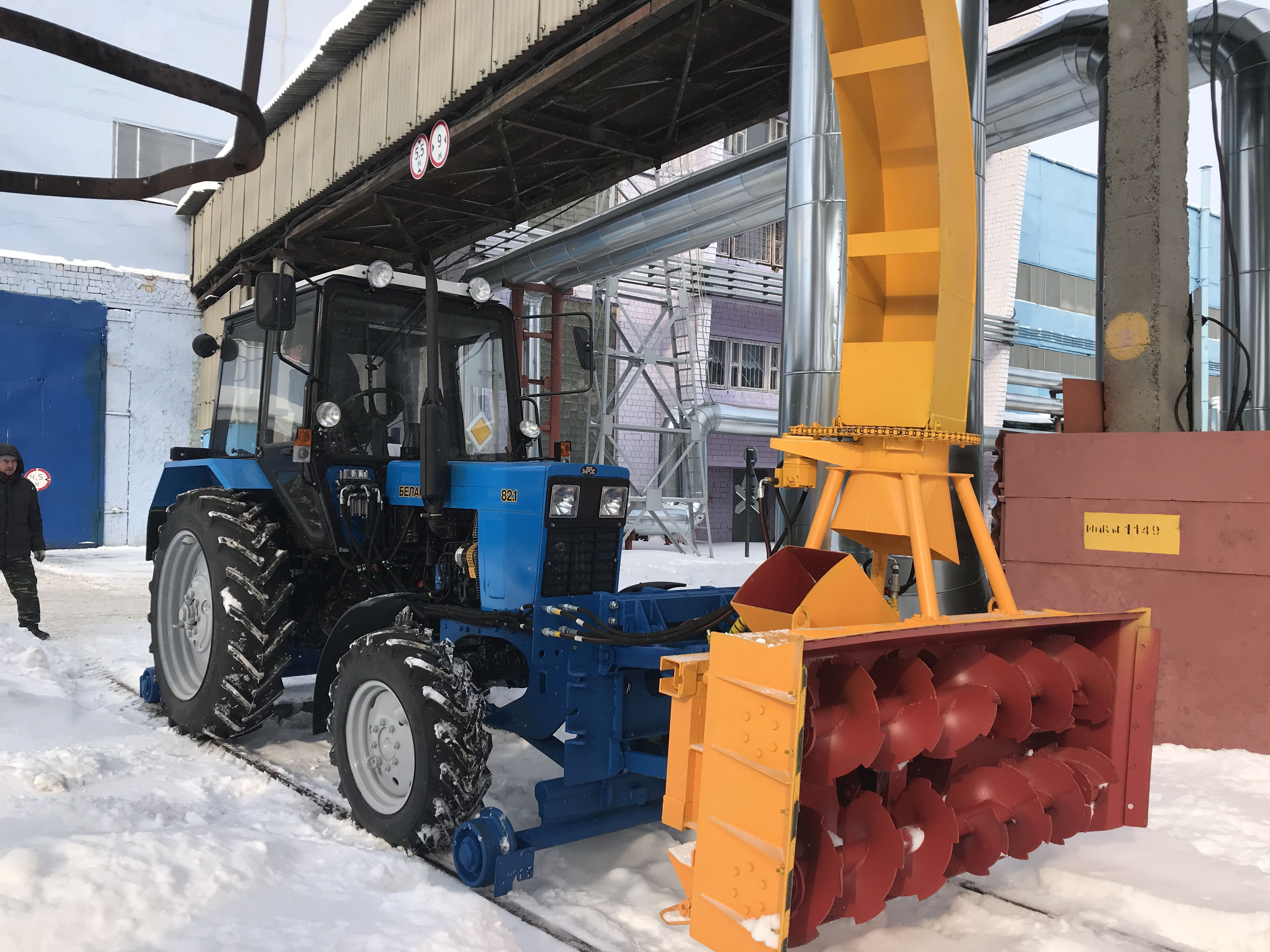
Schneefräse als Anbaugerät für einen Zweiwege-Traktor

Eine Schneefräse (ⓘ) ist eine mobile Schneeräummaschine mit rotierenden Werkzeugen, die sowohl im Straßenverkehr als auch im Schienenverkehr eingesetzt wird.
Gemäß DIN EN 15906:2012-02 werden Schneeräummaschinen in die Gruppen Schneefräsen, Schneeschleudern, Seitenschneeschleudern und Schneefrässchleuder unterteilt. Schneeräummaschinen können sowohl als selbstfahrende Arbeitsmaschine, als Anbaugerät für Traktoren, Radlader, LKW oder Lokomotiven, und als handgeführtes Arbeitsgerät konzipiert sein. Alle Schneeräummaschinen sind mit einem oder mehreren verstellbaren Auswurfkaminen ausgestattet, um die Auswurfrichtung steuern zu können. Die Auswurfweite ist grundsätzlich von der Antriebsleistung abhängig.

## Schneefräse
Die Frästrommel der Schneefräse ist eine rotierende und quer zur Fahrtrichtung verlaufende Walze, die vor dem (Träger-)Fahrzeug angebracht ist. Auf der Trommel, die über die gesamte Fahrzeugbreite oder darüber hinaus geht, sind Lamellen schneckenförmig angebracht, die folgende Aufgaben erfüllen:
1. Fräsen: Abschaben des Schnees. Zur Erhöhung der Wirkung sind die Lamellen mit einem Sägezahnprofil versehen.
2. Transport zum Auswurfkamin: Der Schnee wird über die gesamte Gerätebreite zu dem oder den Kamin(en) transportiert. Gibt es nur einen Auswurfkamin in der Mitte, so ist die Schraube der Lamellen zweiteilig mit entgegengesetzter Chiralität ausgeführt. Der Transport in der Horizontalen funktioniert wie in einer Archimedischen Schraube: Das Rohr wird durch die halbseitige Verkleidung der Trommel und den abzufräsenden Schneeberg gebildet.
3. Schleudern: Schließlich wird der Schnee aus dem Auswurfkamin geschleudert. Am Auswurfkamin laufen die gegensinnigen Teilschnecken zusammen. Dort bilden die Lamellen eine U-förmige Schaufel, in der sich der Schnee sammelt. Die Zentrifugalkraft treibt den dort sich ansammelnden Schnee radial nach außen. Die Verkleidung der Trommel verhindert ein Fliehen des Schnees, außer an der Aussparung, die in den Auswurfkamin übergeht.

Am Timmelsjoch beseitigt die größte in Österreich eingesetzte Anbauschneefräse, eine Trommelfräse, Schneehöhen von 1,7 Meter bei einer Breite von 2,75 Meter in einem Arbeitsgang. Auf der Nordtiroler Seite werden bis zu 300.000 m³ Schnee bewegt. Auf der Großglockner-Hochalpenstraße werden 500.000–700.000 m³ Schnee weggefräst. Die größte Schneehöhe betrug dort in den 1970er Jahren 21 m. Es werden raupenbetriebene Fräsen mit jeweils 3 Dieselmotoren eingesetzt.

## Schneeschleuder
Bei einer Schneeschleuder befindet sich im Gegensatz zu einer Schneefräse der rotierende Zylinder längs zur Fahrtrichtung; an dem Zylinder ist ein Schleuderrad montiert. Zudem sind Schneeschleudern mit einem Vorschneidepropeller ausgestattet, der harten Schnee auflockert und so die Räumung vereinfacht. Seitenschneeschleudern sind zudem mit einem seitlich montierten Zuführpflug ausgestattet, um die Arbeitsbreite zu erhöhen. Seitenschneeschleudern werden zur schnellen Räumung von Randwällen eingesetzt, die durch das Räumen von Schneepflügen entstehen.

### Schienen-Schneeschleudern
Die Fräsen im Bahnverkehr werden als Schneeschleuder bezeichnet. Schienengebundene Prototypen entstanden bereits 1884 in Nordamerika und 1885 in Niederschlesien (Görlitzer Kreisel-Schneeschaufel). Die ersten Schneeschleudern bei der Eisenbahn wurden ca. 1890 nach dem Patent Leslie in den Vereinigten Staaten gebaut. Sie arbeiteten mit etwa zehn schräg gestellten, auswechselbaren Schaufeln, die auf einer parallel oder quer zur Fahrtrichtung rotierenden Trommel angebracht sind. Das Rad einer Dampfschneeschleuder wird mit Dampf betrieben. Einen eigenen Antrieb hat die Dampfschneeschleuder in der Regel nicht. Sie wird von einer Lokomotive geschoben. Eingesetzt wurden sie in schneereichen Regionen z. B. bei der White Pass and Yukon Railway, der norwegischen Bergenbahn, auf der Gotthard-, der Lötschberg-, der Berninabahn oder in Landschaften wie dem Erzgebirge, Riesengebirge oder Ostpreußen. 1943 wurden in Deutschland die letzten Dampfschneeschleudern von Henschel gebaut.
Die lange Zeit im Verkehrshaus in Luzern ausgestellte Xrot 100 (Rotary) der Gotthardbahn, gebaut 1896, wurde im Jahr 2020 in den Bahnpark Brugg überführt, und wird dort wieder betriebsfähig aufgearbeitet. Die Schleuder wurde 1975 für einen Schneeräumeinsatz reaktiviert, da die moderneren Schneeschleudern wegen Lawinenabgängen nicht vor Ort waren.
Eine 1942 von Henschel gebaute Dampfschneeschleuder ist im Eisenbahnmuseum Neustadt/Weinstraße zu sehen. Die erste Maschine dieser neuen Konzeption wurde nach Ostpreußen geliefert (Schleuder 700582) und ist heute Teil der Sammlung Prora (Oldtimer Museum Rügen). Die Schneeschleuder R 12, 1913 für die Rhätische Bahn (RhB) gebaut, wurde ab 2011 bei einer Sektion der Dampfbahn Furka-Bergstrecke (DFB) in Goldau aufgearbeitet und hat im Dezember 2020 auf dem unteren Teil des Furkapass der DFB ihren ersten Test nach der Wiederaufbereitung erfolgreich bestanden.
Zwei Dampfschneeschleudern mit eigenem Antrieb der Bauart Meyer wurden 1910 und 1912 durch die Schweizerische Lokomotiv- und Maschinenfabrik für die Berninabahn gebaut. Die Xrot d 9213 wird von der Rhätischen Bahn auch heute noch (2018) einsatzfähig gehalten, die Xrot d 9214 gelangte 1996 an die Museumsbahn Blonay–Chamby (BC).
Die modernen dieselgetriebenen Schneeschleuder-Fahrzeuge der RhB, SBB, ÖBB und der DB wurden vom Unternehmen Beilhack gebaut, das auch Straßenschneefräsen herstellt und heute unter dem Namen Aebi Schmidt Holding firmiert. Laut der Website des heutigen Unternehmens beträgt die Räumleistung bis zu 22.000 Tonnen in der Stunde. Auch Straßenbahnen nutzen mitunter Fräsen, ein Beispiel hierfür sind die drei Schneefräsen der Straßenbahn Bukarest in der rumänischen Hauptstadt.

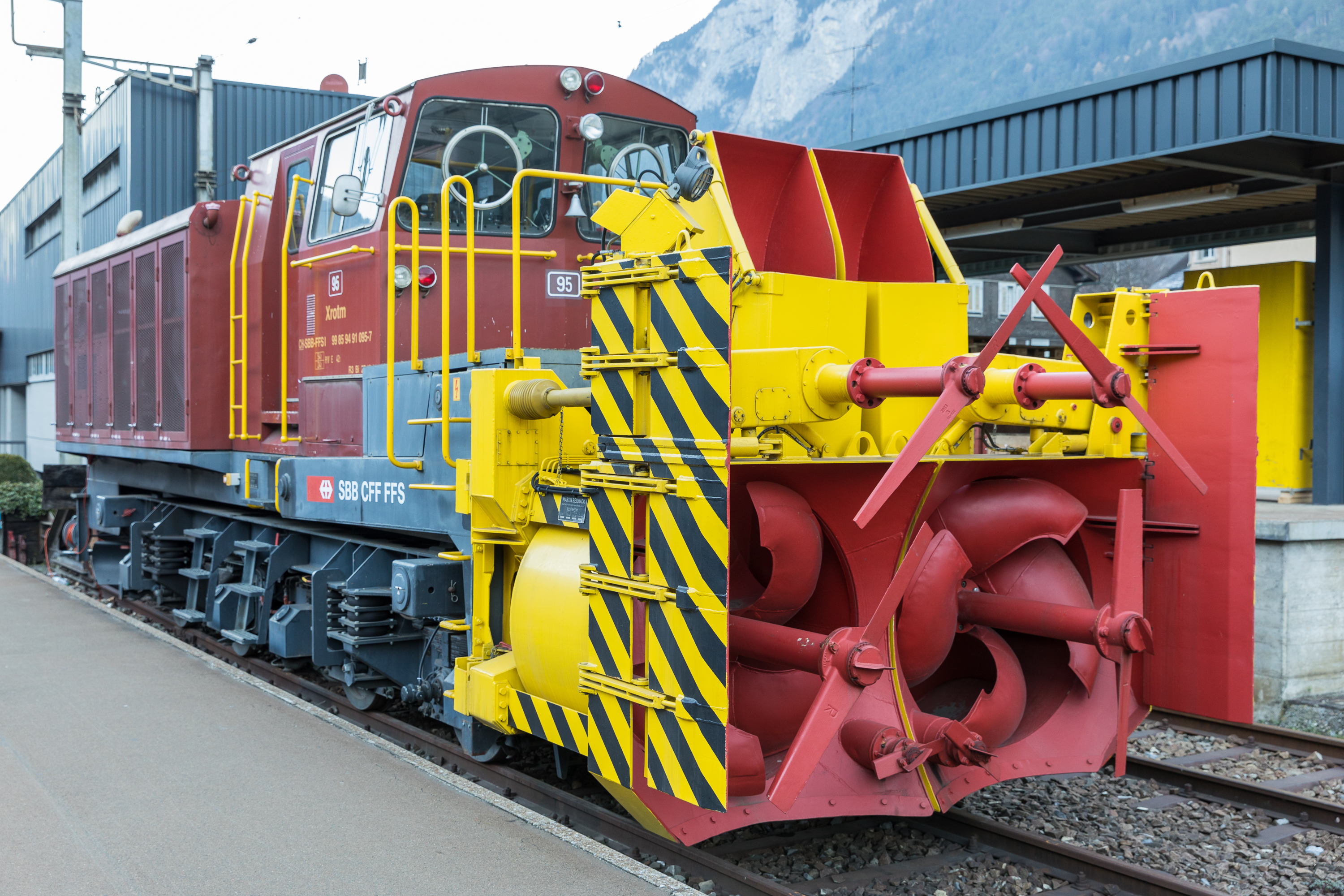
SBB Xrotm Beilhack-Schneeschleuder
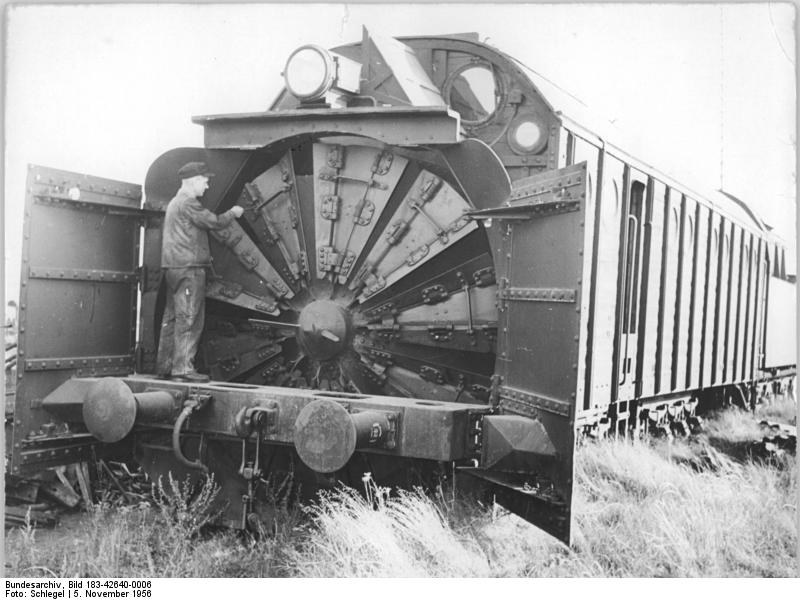
Kontrolle einer Schneeschleuder
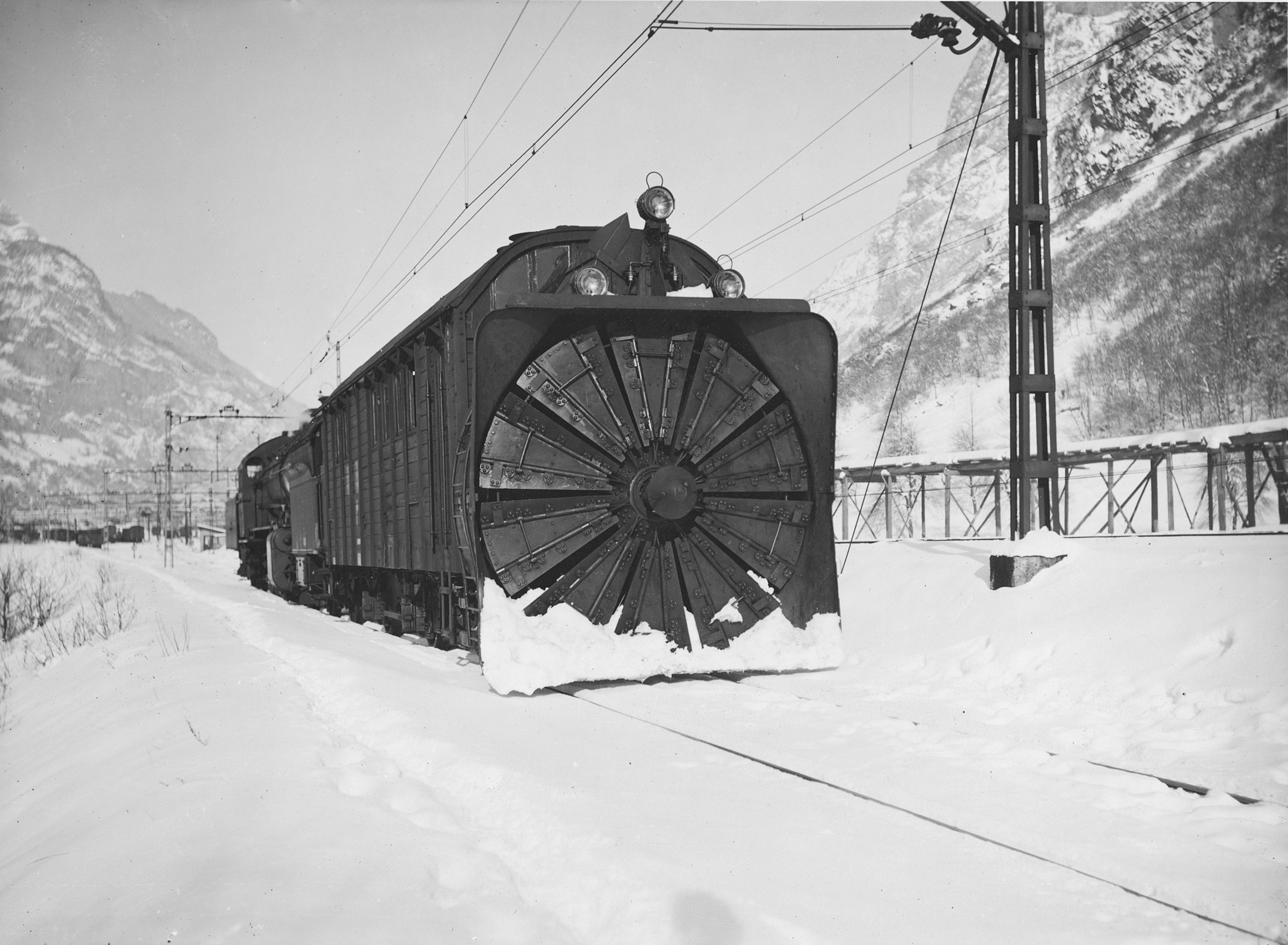
Dampfschneeschleuder Rotary Xrot d 100
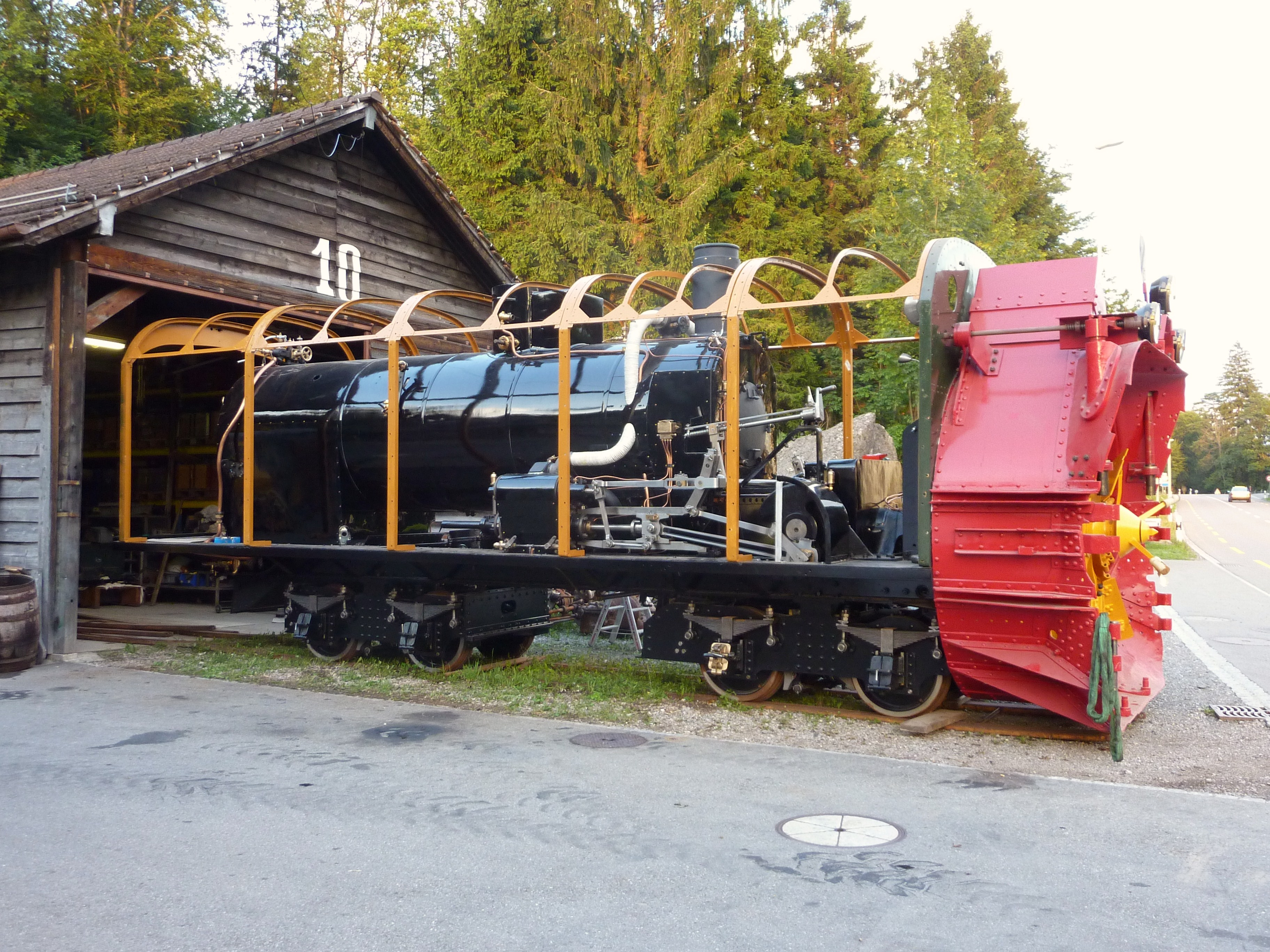
Schneeschleuder R 12 der Dampfbahn Furka-Bergstrecke in Revision
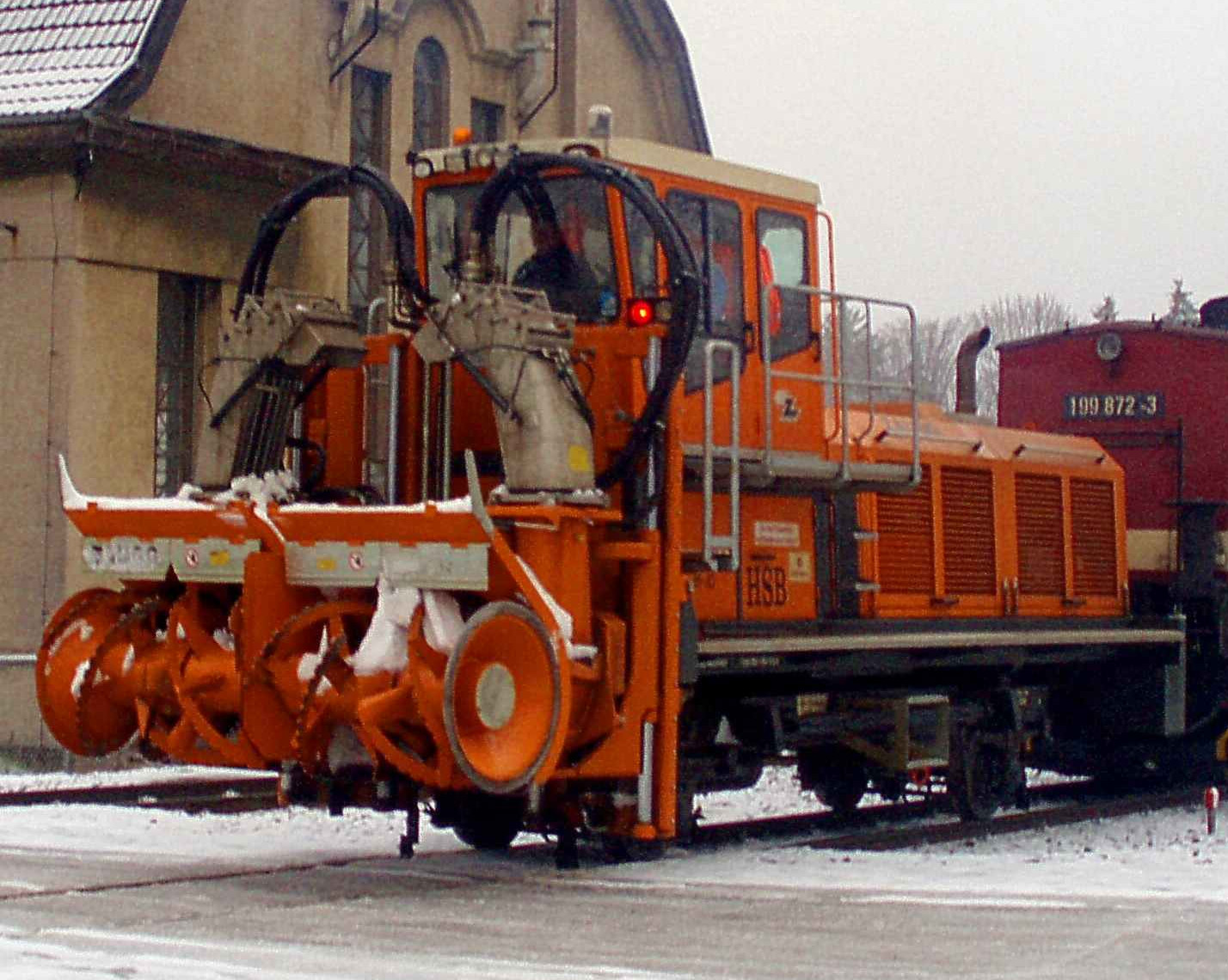
Schneefräse bei der Harzer Schmalspurbahn
- Henschel Dampfschneeschleuder im Bahnhof Bludenz

## Schneefrässchleuder
Eine Schneefrässchleuder ist eine Schneefräse, die mit einem Schleuderrad kombiniert ist, um eine höhere Räumleistung zu erreichen.

## Kleingeräte

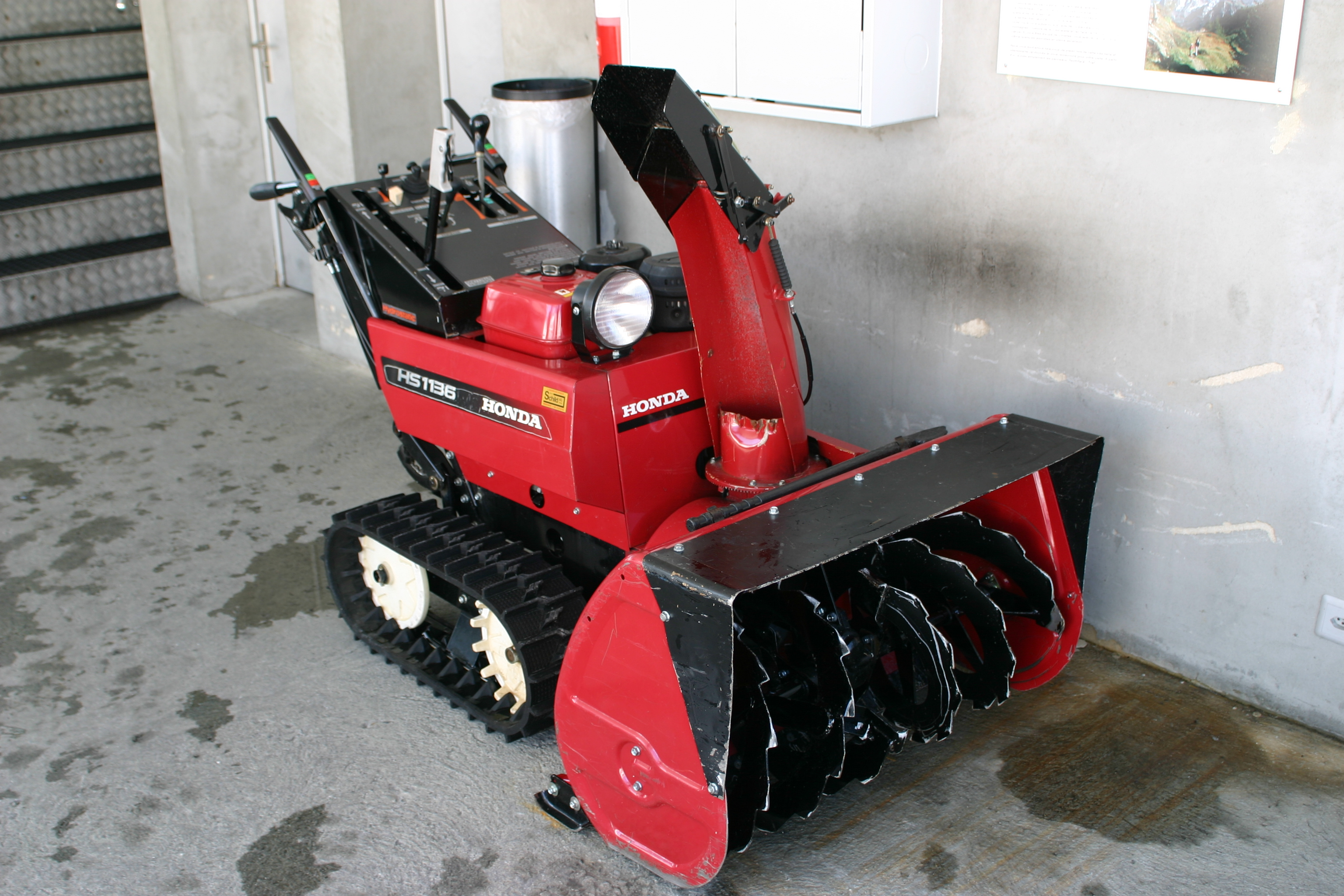
Handgeführte Motorschneefräse

Für die Räumung von Gehwegen stehen handgeführte Motorgeräte in kleinerer Ausführung, ähnlich einem Einachsschlepper, zur Verfügung. Diese Geräte sind meist mit einer Antriebsachse mit stark profilierter Luftbereifung und bedarfsweise Schneeketten oder mit einem Gummikettenfahrwerk ausgerüstet und aufgrund der geringen Leistung nur für lockeren pulverigen Schnee geeignet, da sie bei nassem Schnee leicht verstopfen.

## Nachlauffräse bei Pistenraupen
Bei einer Nachlauffräse einer Pistenraupe wird der abgetragene Schnee nicht zur Räumung abtransportiert, sondern auf der Skipiste belassen. Durch das Fräsen werden größere Schnee- und Eisklumpen zerkleinert und die tiefen Spuren der Raupenketten geglättet.